# Erich G. Henkel
Erich G. Henkel (* 1913 in Frankfurt am Main; † 15. Februar 1998) war ein deutscher Schuhfabrikant und Kunstsammler.

## Leben
Erich Gustav Henkel trat nach Tätigkeiten in Belgien, den Niederlanden und Frankreich in das weltweit tätige Familienunternehmen Eugen Henkel Schuhmaschinenfabrik in Offenbach am Main ein. Er gründete später die E. G. Henkel Maschinenfabriken in Neu-Isenburg. 
Henkel engagierte sich mit Sozialreformen für seine beschäftigten Fabriksarbeiter. Für seine sozialen Engagements und Unterstützung der katholischen Mission in Südamerika und Asien erhielt er breite Zustimmung und Respekt.
Er wurde durch das Land Hessen zum Senator ernannt und mit einer Ehrendoktorwürde ausgezeichnet. Er wurde mit dem Päpstlichen Ritterorden des heiligen Gregor des Großen geehrt. 
1967 wurde er von Kardinal-Großmeister Eugène Kardinal Tisserant zum Ritter des Ritterordens vom Heiligen Grab zu Jerusalem ernannt und am 10. Dezember 1967 im Mailänder Dom zusammen mit Augustinus Heinrich Henckel von Donnersmarck investiert. Er war zuletzt Großoffizier des Ordens und Kollar-Ritter al merito.